# Ropica obliquebilineata
Ropica obliquebilineata är en skalbaggsart som beskrevs av Stefan von Breuning 1973. Ropica obliquebilineata ingår i släktet Ropica och familjen långhorningar.
Artens utbredningsområde är Filippinerna. Inga underarter finns listade i Catalogue of Life.